# بطولة العالم للسباحة "فينا" (25م) 2022
بطولة العالم للسباحة «فينا» (25م) لعام 2022، وهي بطولة الاتحاد الدولي للسباحة السادسة عشرة لسباقات داخل حوض سباحة للمسافة القصيرة بطول 25 مترًا. وأُقيمت في مركز الرياضات المائية في مدينة ملبورن الأسترالية في الفترة من 13 إلى 18 ديسمبر 2022.
كان من المقرر إقامتها في مدينة قازان الروسية ولكن في 25 فبراير 2022 أصدر الاتحاد الدولي للسباحة تصريحا يتعلق بإقامة البطولة، بعد تصاعد التوترات السياسية بين روسيا وأوكرانيا في أواخر فبراير 2022. وقرر في 1 مارس 2022 بأن أي رياضي أو مسؤول في ألعاب مائية من روسيا أو بيلاروسيا وبأي صفة كانت لن يسمح له المشاركة تحت اسم روسيا أو بيلاروسيا في البطولات الخاضعة للاتحاد الدولي للسباحة.

## طالع أيضًا
- بطولة العالم للألعاب المائية 2022
- الاتحاد الدولي للسباحة

## وصلات خارجية
لم يتم العثور على روابط لمواقع التواصل الاجتماعي.